# Rückershausen (Merenberg)
Rückershausen ist der kleinste Ortsteil der Gemeinde Merenberg im mittelhessischen Landkreis Limburg-Weilburg.

## Geographische Lage
Rückershausen liegt vier km nordwestlich von Merenberg in Mittelhessen. Die Kreisstraße 451 verläuft durch den Ort. Nordöstlich des Dorfes liegt der Seeweiher Mengerskirchen, ein 13 ha großer Stausee, mit einem Campingplatz am Westufer.

## Geschichte

### Ortsgeschichte
In einer Urkunde aus der Zeit der Jahre 1213 bis 1215 findet sich die älteste bekannte Erwähnung von Rückershausen. Sie bezieht sich auf die Mühle des Klosters Seligenstatt (Gemeinde Seck/Westerwald) zu Rückershausen (Rukershusen), die auch später noch belegt ist. Diese Urkunde ist zwar undatiert, lässt sich aber auf die Jahre 1213 bis 1215 eingrenzen. Die Endung -hausen deutet, wenn auch unsicher, auf eine Gründung zwischen dem 6. und dem 11. Jahrhundert hin.
Hessische Gebietsreform (1970–1977)
Im Zuge der Gebietsreform in Hessen fusionierten die bis dahin selbstständigen Gemeinden Rückershausen, Allendorf, Barig-Selbenhausen, Merenberg und Reichenborn am 31. Dezember 1970 freiwillig zur neuen Großgemeinde Merenberg.
Für alle ehemals eigenständigen Gemeinden von Merenberg wurden Ortsbezirke mit Ortsbeirat und Ortsvorsteher nach der Hessischen Gemeindeordnung gebildet.

### Verwaltungsgeschichte im Überblick
Die folgende Liste zeigt die Staaten bzw. Herrschaftsgebiete und deren untergeordnete Verwaltungseinheiten, in denen Rückershausenlag:
- vor 1806: Heiliges Römisches Reich, Grafschaft/Fürstentum Nassau-Weilburg, Amt Merenberg
- 1806–1813: Großherzogtum Berg, Département Sieg, Arrondissement Dillenburg, Kanton Driedorf
- 1813–1815: Fürstentum Nassau-Oranien, Amt Merenberg
- ab 1816: Herzogtum Nassau, Amt Rennerod
- ab 1849: Herzogtum Nassau, Kreisamt Herborn[Anm. 1]
- ab 1854: Herzogtum Nassau, Amt Rennerod
- ab 1867: Norddeutscher Bund[Anm. 2], Königreich Preußen, Provinz Hessen-Nassau, Regierungsbezirk Wiesbaden, Oberlahnkreis[Anm. 3]
- ab 1871: Deutsches Reich, Königreich Preußen, Provinz Hessen-Nassau, Regierungsbezirk Wiesbaden, Oberlahnkreis
- ab 1918: Deutsches Reich, Freistaat Preußen, Provinz Hessen-Nassau, Regierungsbezirk Wiesbaden, Oberlahnkreis
- ab 1944: Deutsches Reich, Freistaat Preußen, Provinz Nassau, Oberlahnkreis
- ab 1945: Amerikanische Besatzungszone, Groß-Hessen, Regierungsbezirk Wiesbaden, Oberlahnkreis
- ab 1946: Amerikanische Besatzungszone, Land Hessen, Regierungsbezirk Wiesbaden, Oberlahnkreis
- ab 1949: Bundesrepublik Deutschland, Land Hessen, Regierungsbezirk Wiesbaden, Oberlahnkreis
- ab 1968: Bundesrepublik Deutschland, Land Hessen, Regierungsbezirk Darmstadt, Oberlahnkreis
- ab 1971: Bundesrepublik Deutschland, Land Hessen, Regierungsbezirk Darmstadt, Oberlahnkreis, Gemeinde Merenberg[Anm. 4]
- ab 1974: Bundesrepublik Deutschland, Land Hessen, Regierungsbezirk Darmstadt, Landkreis Limburg-Weilburg, Gemeinde Merenberg
- ab 1981: Bundesrepublik Deutschland, Land Hessen, Regierungsbezirk Gießen, Landkreis Limburg-Weilburg, Gemeinde Merenberg

### Bevölkerung
Einwohnerentwicklung
| Rückershausen: Einwohnerzahlen von 1834 bis 2011 | Rückershausen: Einwohnerzahlen von 1834 bis 2011 | Rückershausen: Einwohnerzahlen von 1834 bis 2011 | Rückershausen: Einwohnerzahlen von 1834 bis 2011 | Rückershausen: Einwohnerzahlen von 1834 bis 2011 |
| --- | ------------------------------------------------ | ------------------------------------------------ | ------------------------------------------------ | ------------------------------------------------ |
| Jahr |                                                  |                                                  |                                                  | Einwohner                                        |
| 1834 | 1834                                             |                                                  | 110                                              | 110                                              |
| 1840 | 1840                                             |                                                  | 111                                              | 111                                              |
| 1846 | 1846                                             |                                                  | 109                                              | 109                                              |
| 1852 | 1852                                             |                                                  | 111                                              | 111                                              |
| 1858 | 1858                                             |                                                  | 103                                              | 103                                              |
| 1864 | 1864                                             |                                                  | 116                                              | 116                                              |
| 1871 | 1871                                             |                                                  | 106                                              | 106                                              |
| 1875 | 1875                                             |                                                  | 119                                              | 119                                              |
| 1885 | 1885                                             |                                                  | 106                                              | 106                                              |
| 1895 | 1895                                             |                                                  | 105                                              | 105                                              |
| 1905 | 1905                                             |                                                  | 96                                               | 96                                               |
| 1910 | 1910                                             |                                                  | 101                                              | 101                                              |
| 1925 | 1925                                             |                                                  | 119                                              | 119                                              |
| 1939 | 1939                                             |                                                  | 105                                              | 105                                              |
| 1946 | 1946                                             |                                                  | 165                                              | 165                                              |
| 1950 | 1950                                             |                                                  | 136                                              | 136                                              |
| 1956 | 1956                                             |                                                  | 115                                              | 115                                              |
| 1961 | 1961                                             |                                                  | 104                                              | 104                                              |
| 1967 | 1967                                             |                                                  | 118                                              | 118                                              |
| 1970 | 1970                                             |                                                  | 491                                              | 491                                              |
| 1980 | 1980                                             |                                                  | ?                                                | ?                                                |
| 1990 | 1990                                             |                                                  | ?                                                | ?                                                |
| 2000 | 2000                                             |                                                  | ?                                                | ?                                                |
| 2011 | 2011                                             |                                                  | 222                                              | 222                                              |
| Datenquelle: Historisches Gemeindeverzeichnis für Hessen: Die Bevölkerung der Gemeinden 1834 bis 1967. Wiesbaden: Hessisches Statistisches Landesamt, 1968. Weitere Quellen: LAGIS; Zensus 2011 |                                                  |                                                  |                                                  |                                                  |

Einwohnerstruktur 2011
Nach den Erhebungen des Zensus 2011 lebten am Stichtag dem 9. Mai 2011 in Rückershausen 222 Einwohner. Darunter waren 6 (2,7 %) Ausländer.
Nach dem Lebensalter waren 39 Einwohner unter 18 Jahren, 114 zwischen 18 und 49, 45 zwischen 50 und 64 und 27 Einwohner waren älter.
Die Einwohner lebten in 81 Haushalten. Davon waren 18 Singlehaushalte, 30 Paare ohne Kinder und 33 Paare mit Kindern, sowie 3 Alleinerziehende und keine Wohngemeinschaften. In 39 Haushalten lebten ausschließlich Senioren und in 141 Haushaltungen lebten keine Senioren.
Religionszugehörigkeit
| • 1885: | 105 evangelische (= 99,06 %), ein katholischer (= 0,94 %) Einwohner |
| • 1961: | 089 evangelische (= 98,58 %), 12 katholische (= 11,54 %) Einwohner  |

## Politik
Im Ortsteil Rückershausen gibt es zurzeit keinen Ortsbeirat.

## Kultur und Sehenswürdigkeiten

### Kulturdenkmal
Das einzige Kulturdenkmal des Ortsteiles Rückershausen steht als Hakenhofreite in der Hauptstraße am südlichen Ortseingang.

### Vereine
Das Vereinsleben wird ausschließlich von der 1934 gegründeten Freiwilligen Feuerwehr Rückershausen e. V. (seit 7. Juli 1990 mit Jugendfeuerwehr) geprägt.

## Infrastruktur

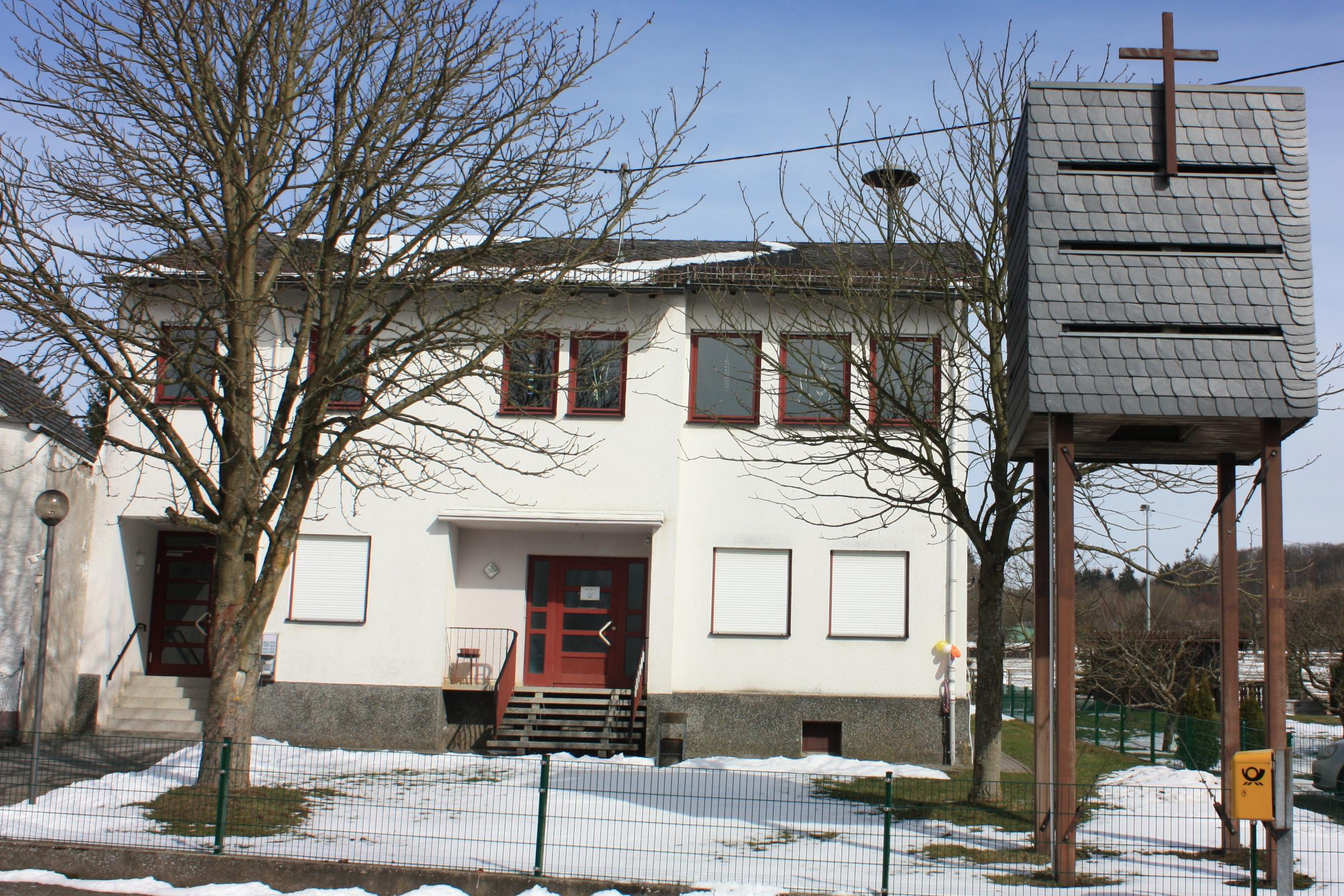
Dorfgemeinschaftshaus in Rückershausen

Seit dem Jahr 1934 sorgt die Freiwillige Feuerwehr Rückershausen für den abwehrenden Brandschutz und die allgemeine Hilfe in diesem Ort. Es gibt in der Ortschaft ein Dorfgemeinschaftshaus mit Jugendraum in der Hauptstraße, einen Kinderspielplatz sowie Wanderwege.